# Сюй Да
Сюй Да (кит. трад. 徐達, упр. 徐达, пиньинь Xú Dá, 1332—1385) — крупный китайский военный и государственный деятель начала империи Мин. Друг и близкий сподвижник Чжу Юаньчжана, основателя и первого императора Мин. Отец императрицы Сюй, которая вышла замуж за Яньского князя (1360—1424), четвертого сына Чжу Юаньчжана и будущего третьего минского императора Юнлэ (1402—1424).

## Биография
Родился в 1332 году в уезде Чжунли (на территории современной провинции Аньхой). В 1353 году Сюй Да присоединился к восстанию Красных повязок против владычества монголов. Он был другом детства Чжу Юаньчжана (1328—1398), будущего первого императора Мин (1368—1398). Сюй Да вошел в круг двадцати четырех ближайших друзей и соратников Чжу Юаньчжана, стал одним из его крупных офицеров и генералов. Под его командованием Сюй Да храбро сражался против монгольской армии империи Юань и войск конкурирующих повстанческих лидеров Красных повязок.
В конце года 1367 года Чжу Юаньчжан вручил трем своим ближайшим советникам и генералам титулы, и Сюй Да стал Вэй-гогуном (魏国公). В 1368 году Сюй Да был верховным командующим минской армии, действовавшей против юаньских военачальников на севере Китая. В сентябре 1368 года Сюй Да захватил Пекин (Даду), вынудив последнего юаньского императора Тогон-Тэмура с семьей и двором бежать из столицы на север. Сюй Да продолжил военные действия и в 1368—1369 годах захватил земли современных провинций Шаньси и Шэньси. Главный юаньский военачальник Кокэ-Тэмур потерпел поражение в Тайюане и бежал в Монголию. В 1370 году Чжу Юаньчжан организовал военную экспедицию в Монголию. Большая минская армия под командованием Сюй Да вторглась в коренные монгольские улусы. Кокэ-Тэмур, который в это время осаждал Ланьчжоу снял осаду и поспешил на помощь, но потерпел полное поражение. Монгольская столица Каракорум была взята китайцами, разграблена и сожжена. Минская армия проникла за Яблоновый хребет в Забайкалье, куда раньше не доходила ни одна китайская армия.
В 1372 году император Чжу Юаньчжан отправил большую армию, состоящую из трех группировок, под командованием генералов Сюй Да, Ли Вэньчжуна и Фэй Шэна в новый поход на Монголию. Кокэ-Тэмур, прибывший на помощь Билигту-хану, разгромил главные силы минской армии под командованием Сюй Да.
В 1376 году Сюй Да выдал свою дочь замуж за Чжу Ди (1360—1424) — четвертого сына Чжу Юаньчжана и будущего императора империи Мин. Две других дочери Сюй Да также стали женами тринадцатого и двадцатого сыновей Чжу Юаньчжана.
С 1381 года Сюй Да командовал пограничными войсками на северо-западной границе Минской империи. Он находился в Пекине, где жил его зять Чжу Ди. Ежегодно Сюй Да возвращался в Нанкин, первую столицу Минской империи, где делал доклады императору и встречался с семьей.
Сюй Да скончался в Нанкине 17 апреля 1385 года, при невыясненных обстоятельствах. Он не был обвинен в заговоре с целью убийства императора Чжу Юаньчжана, хотя многие другие военачальники, которые внесли большой вклад в основание империи Мин, были казнены императором по подозрению в заговоре. Согласно легенде, у Сюй Да была аллергия на гуся, поэтому император послал ему блюдо с гусем и приказал эмиссару убедиться, что Сюй съел его и умер.